# FK Sloga Kraljevo
FK Sloga srbijanski je nogometni klub iz Kraljeva. Trenutačno se natječe u Šumadijsko-raškoj zoni, četvrtoj razini nacionalnog ligaškog sustava.

## Povijest
Klub je nastao 1947. godine spajanjem gradskih klubova: Slobode i Lokomotive. Krajem 1940-ih i početkom 1950-ih Sloga se natjecala u Srpskoj ligi koja je tada imala četrnaest klubova. Na kraju prvenstva 1951. Sloga je završila na prvom mjestu i očekivalo se natjecanje u Drugoj ligi. Međutim, nakon dopisa CK KPJ o negativnim pojavama u gimnastici, jedinstveni srpski savez se ukida, a formiraju se podsavezni savezi. Sloga nastavlja natjecanje u Podsaveznoj ligi Kragujevac, zajedno sa još sedam klubova s tog područja. Sloga se u podsaveznoj ligi natjecala do 1958. godine, kada su od četiri zone formirane još dvije savezne lige (Istok i Zapad). Kao osmoplasirana ekipa na ljestvici, Sloga nema pravo igrati kvalifikacije za "Drugu ligu-istok", pa natjecanje nastavlja u novoformiranoj Srpskoj ligi. U sezoni 1965. u Južnoj skupini Srpske lige Sloga je osvojila prvo mjesto i zajedno sa Slobodom iz Užica plasirala se u Drugu ligu. Nakon završetka Sloga i Sloboda vraćeni su u Srpsku ligu zbog navodnog krivotvorenja. No, odluka je ubrzo poništena, a Sloga je počela natjecanje u Drugoj ligi, gdje je provela sljedećih nekoliko sezona.
Sloga je najveći uspjeh u svojoj povijesti zabilježila u sezoni 1969./70. kada je natjecanje u Drugoj ligi završio na prvom mjestu ispred glavnog rivala Borca iz Čačka. Ostala je još samo jedna prepreka do prve lige, a to je bila ekipa Crvenke. No, "bijeli" nisu imali dovoljno sportske sreće pa je prva liga ostala samo neostvarena želja. Sloga ostaje u Drugoj ligi do 1973. godine, kada sezonu završava na dvanaestom mjestu (liga je brojala osamnaest klubova), ali zbog reorganizacije mora preseliti u niži rang. Od tada pa sve do početka devedesetih Sloga se s više ili manje uspjeha natjecala u srpskoj ligi (jednu sezonu Sloga je provela u Drugoj srpskoj ligi).
Nakon raspada SFRJ, Sloga je u sezoni 1992./93. natječe se u Drugoj ligi. Prvenstvo su na kraju završili na sedamnaestom mjestu, te igrali doigravanje s ekipom Mladosti iz Bačkog Jarka, gdje su kao poraženi ispali u niži rang. U Drugu ligu Sloga se vraća 1998. godine i tu ostaje do 2002. godine kada zbog reorganizacije natjecanja ispada u Srpsku ligu. Nakon samo jedne sezone provedene u srpskoligašu, Sloga je još jednom reorganizacijom ispala u Šumadijsku zonu. Nakon dvije godine provedene u zoni Sloga, u proljeće 2005. vraća se u Srpsku ligu Zapad. U sezoni 2008/09. Nakon osvajanja prvog mjesta u Srpskoj ligi Zapad, Sloga se plasirala u Prvu Telekom Srbija ligu. Već u prvoj sezoni u višem rangu Sloga zauzima posljednje mjesto i ponovno se vraća u Srpsku ligu Zapad. Klub je u sezoni 2010./11. došli do osmine finala Kupa Srbije, kada su ugostili Crvenu zvezdu pred oko 5000 gledatelja, ali su poraženi rezultatom 2:0. U sezoni 2010./11. osvaja 1. mjesto u Srpskoj ligi Zapad, te se nakon jedne sezone u Srpskoj ligi vraća u Prvu ligu.

## Stadion
Stadion FK Sloga ima dvije tribine i to sjevernu i južnu. Zanimljivo je da su sjeverna i južna tribina smještene po dužini terena, što je prava rijetkost, u odnosu na većinu stadiona u zemlji gdje se sjeverna i južna tribina nalaze iza golova. Kapacitet stadiona je 5.000 mjesta, ali je blizu 20.000 gledatelja bilo i na kvalifikacijskoj utakmici 1970. godine za ulazak Sloge u Prvu ligu, koju je igrala s Crvenkom.
Stadion FK Sloga nalazi se u Industrijskoj ulici bb. U blizini su autobusna i željeznička stanica. Stadion se nalazi u industrijskoj zoni, s jedne strane ga okružuje Fabrika vagona Kraljevo, s druge strane je memorijalni centar "14. oktobar".

## Vanjske poveznice
- Neslužbena web stranica
- Profil na srbijasport.net